# 충렬초등학교 (경남)
충렬초등학교는 대한민국 경상남도 통영시 명정동에 있는 공립 초등학교이다. 1937년 통영제2공립보통학교로 문을 열었으며, 인근에 충렬사가 있다.

## 학교 연혁
- 1937년 4월 10일 통영제2공립보통학교 개교(설립인가 3월 31일)
- 1938년 4월 1일 통영제2공립심상소학교 개칭[1]
- 1941년 4월 1일 통영제2공립국민학교 개칭[2]
- 1946년 5월 10일 충렬국민학교로 개칭
- 1996년 3월 1일 충렬초등학교로 개칭[3]
- 1997년 3월 1일 대평분교장 통폐합
- 1997년 3월 5일 학교급식소 설치(조리실, 식당, 무대)
- 1997년 4월 15일 영어 어학실 설치 운영
- 1997년 9월 25일 교육컴퓨터실 설치 운영
- 2020년 2월 14일 제78회 졸업식(18,689명)
- 2020년 3월 1일 제24대 김현숙 교장 취임

## 학교 상징
- 교화 - 동백꽃 : 사철 아름다우며, 겨울에도 꽃을 피우는 강인한 열정으로 무한히 발전해 나가는 충렬의 저력을 상징
- 교목 - 팔손이 : 팔손이의 손처럼 남녀의 손을 한데 모아 열심히 일하며 충렬을 아름답고 풍요롭게 가꾸자는 의지를 상징

## 참고 자료
- 충렬초등학교 - 한국교육학술정보원 학교알리미